# Charlie Rivel - en film om en klovn
Charlie Rivel - en film om en klovn er en dansk dokumentarfilm fra 1978 med instruktion og manuskript af Svend Abrahamsen.

## Handling
Et portræt af scenekunstneren Charlie Rivel. Filmen videregiver et indtryk af hans optrædens mange facetter: Rivel som balancekunstner og balletelev hos datteren Pauline, Rivel som Chaplin og Rivel som operasanger. Dertil kommer retrospektive klip fra den 82-årige verdensklovns karriere samt et interview med ham fra hjemmet i Cubellas i Spanien.